# Philip James Bailey

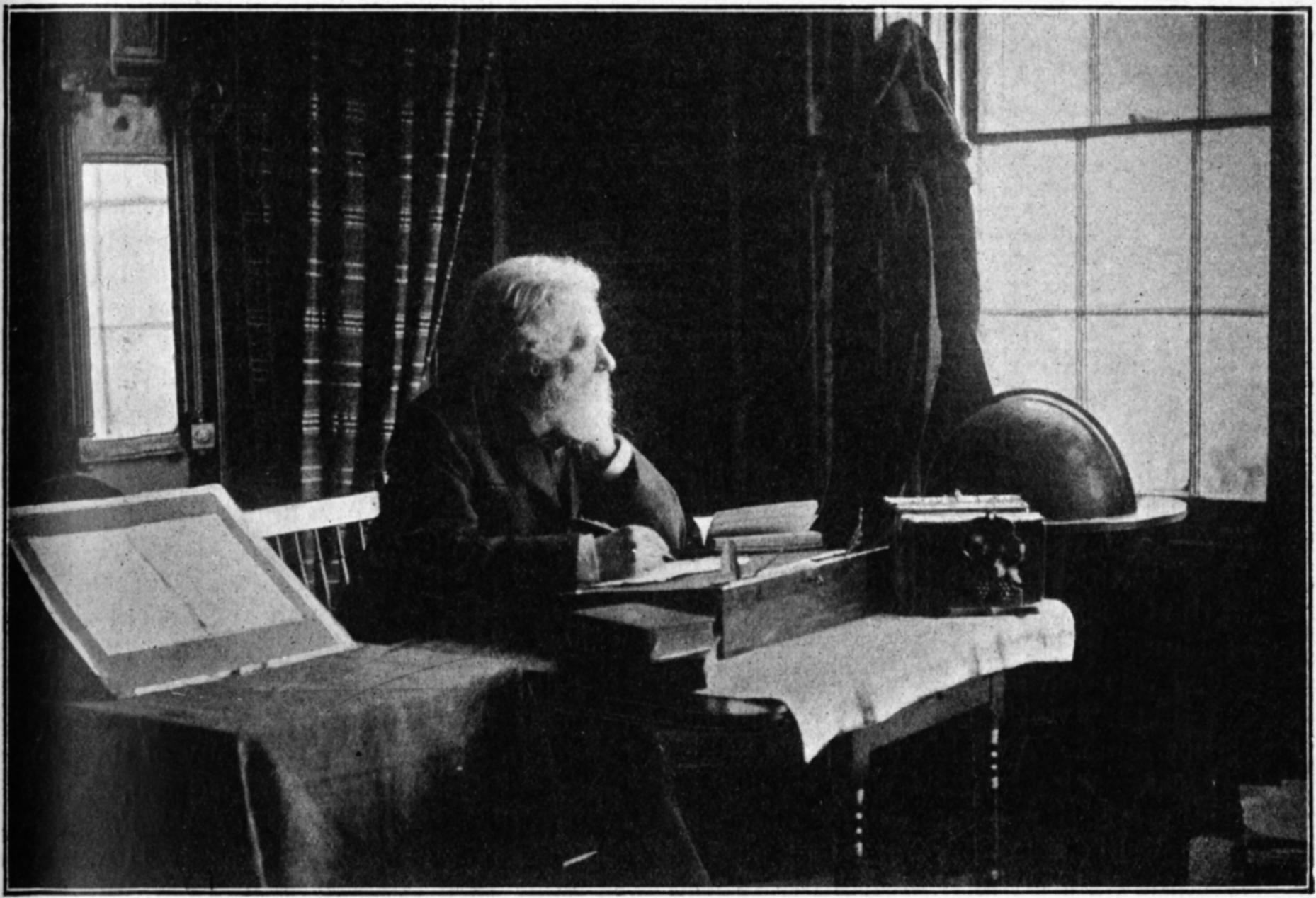
Philip James Bailey

Philip James Bailey (* 22. April 1816 in Nottingham; † 6. September 1902 ebenda) war ein englischer Jurist und Dichter.

## Leben
Bailey wuchs in Nottingham auf, wo sein Vater Thomas Bailey († 1856) den Nottingham Mercury redigierte. Er studierte in Glasgow Jurisprudenz und wurde 1840 Rechtsanwalt. Bayley widmete seine Zeit aber hauptsächlich der Dichtung und vollendete im 20. Jahr seinen Festus (Lond. 1839, 10. Aufl. 1877), eine lyrisch-dramatische Bearbeitung der Faustsage, welche allgemein Anklang fand. Elf Jahre später folgte das Gedicht The angel world (1850), welches er in späteren Ausgaben des Festus mit diesem vereinigte. Aber Letzteres wie auch die Dichtungen The mystic (1855) und The universal hymn (1867) sprachen die Lesewelt viel weniger an. Außerdem ist das satirische Werk The age; politics, poetry and criticism (1858) zu erwähnen. Auf noch anderem Feld hat sich Bailey in The international policy of the great powers (1861) versucht. Später lebte der Dichter in seiner Vaterstadt.